# ダーマルチェルヴ
ダーマルチェルヴ（テルグ語：దామల్చెరువు、Damalcheruvu）は、インドのアーンドラ・プラデーシュ州、チットゥール県の村。

## 歴史
1740年5月20日、この地でマラーター諸侯ラグージー・ボーンスレーとカルナータカ太守の軍勢が激突し、後者が敗北した（ダーマルチェルヴの戦い）。
1930年、20世紀の代表的なテルグ小説作家マドゥラーンタカム・ラージャーラームがこの地で生まれた。

## 農業
マンゴーの生産地であり、そのためこの地はマンゴー・ナガル（マンゴーの町）とも呼ばれる